# Pałac w Kłodzie Górowskiej
Pałac w Kłodzie Górowskiej (niem. Schloss Klein-Kloden) –  pałac z XIX w. w Kłodzie Górowskiej, w powiecie górowskim wpisany do rejestru zabytków nieruchomych województwa dolnośląskiego.

## Opis
Piętrowy, zabytkowy pałac, wybudowany w drugiej połowie XIX w., kryty dachem czterospadowym. Od frontu dwupiętrowy ryzalit umieszczony nieregularnie, zwieńczony szczytem schodkowym z głównym wejściem pod balkonem z pełną balustradą na czterech kolumnach. Po prawej stronie skrzydło wysunięte ku przodowi również ze szczytem schodkowym z piętrową apsydą od frontu zwieńczoną balkonem z balustradą. 
Od południa do pałacu przylega staw, na którym zbudowano kamienny most z herbami ostatnich właścicieli oraz rokiem: Alfreda von Gosslera (1929) i Ilse (Elżbiety) von Gossler geb. von Mauve.
Obiekt jest częścią zespołu pałacowego, w skład którego wchodzą jeszcze: 
- park w stylu angielskim,
- cmentarz w parku,
- kaplica murowana z cegły z 1892 z herbem von Gossler nad wejściem[7]
- kapliczka przydrożna,
- dwa budynki mieszkalne,
- obora,
- budynek gospodarczy[4].

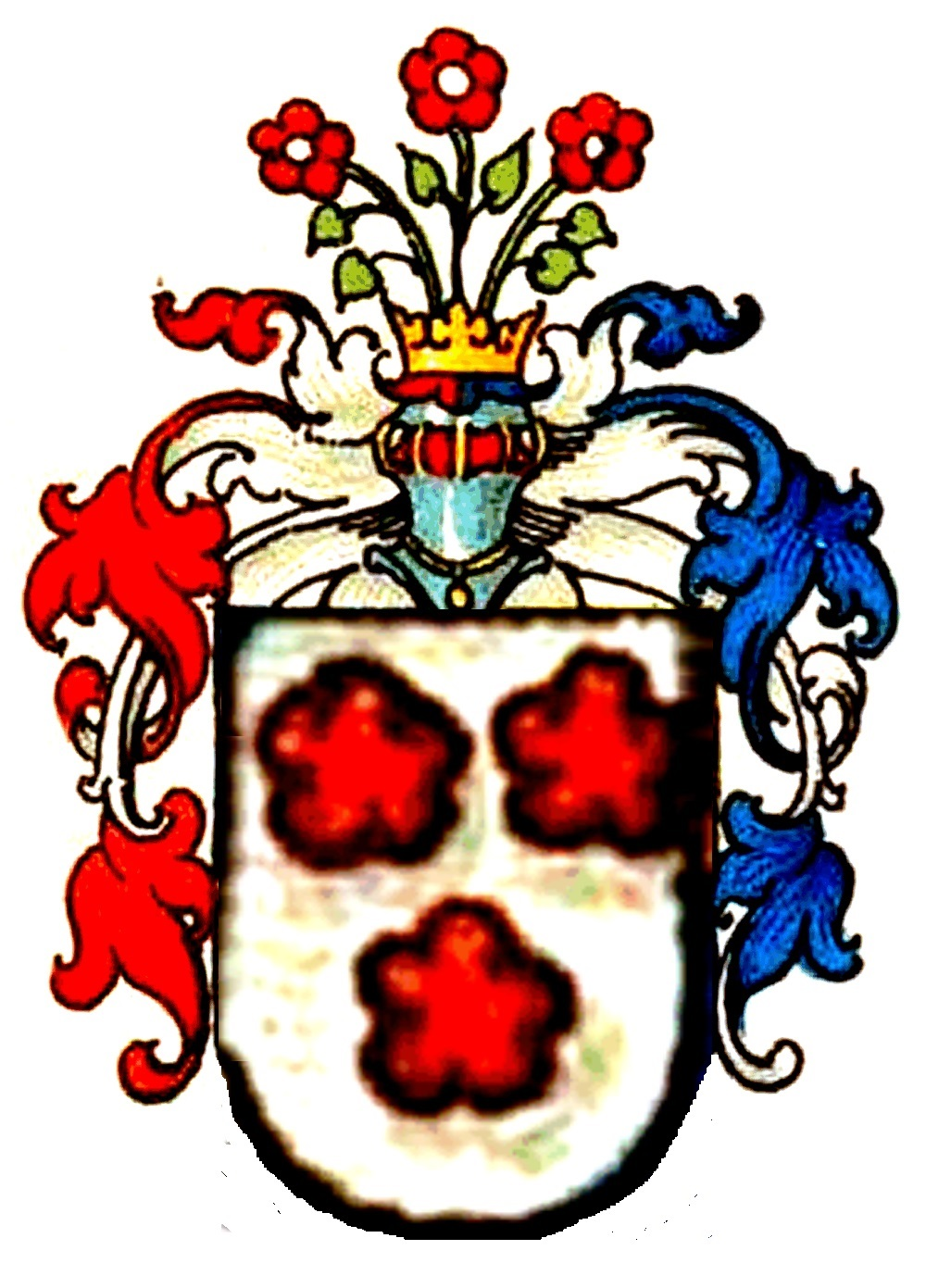
Herb Alfreda von Gosslera
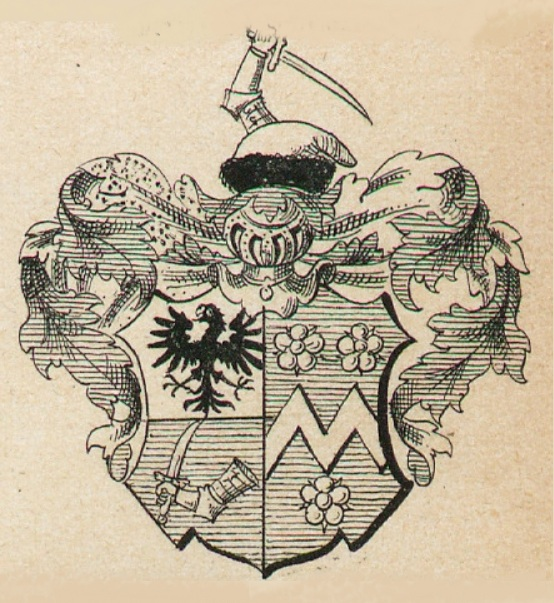
Herb Elżbiety von Mauve
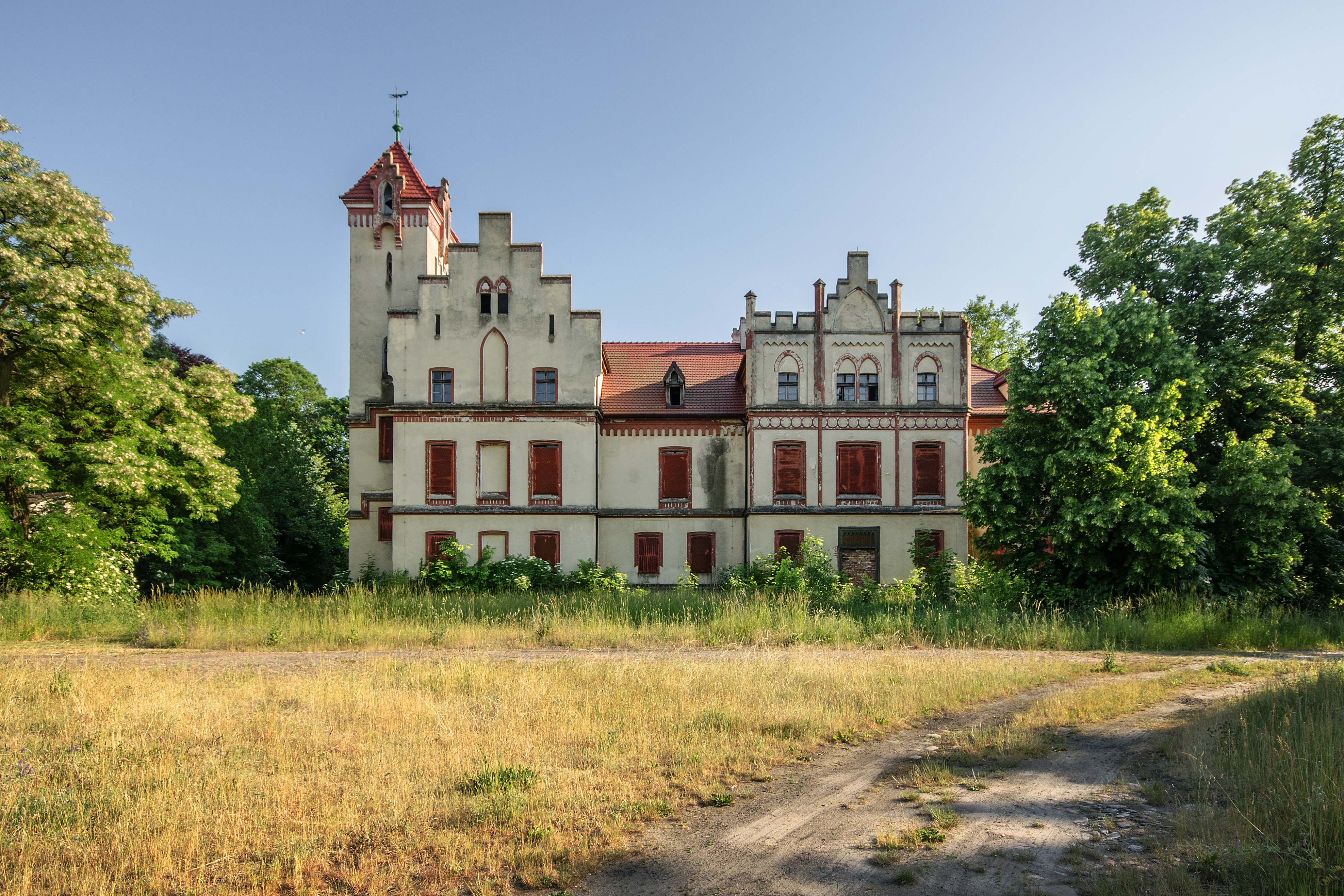
Pałac od strony północnej
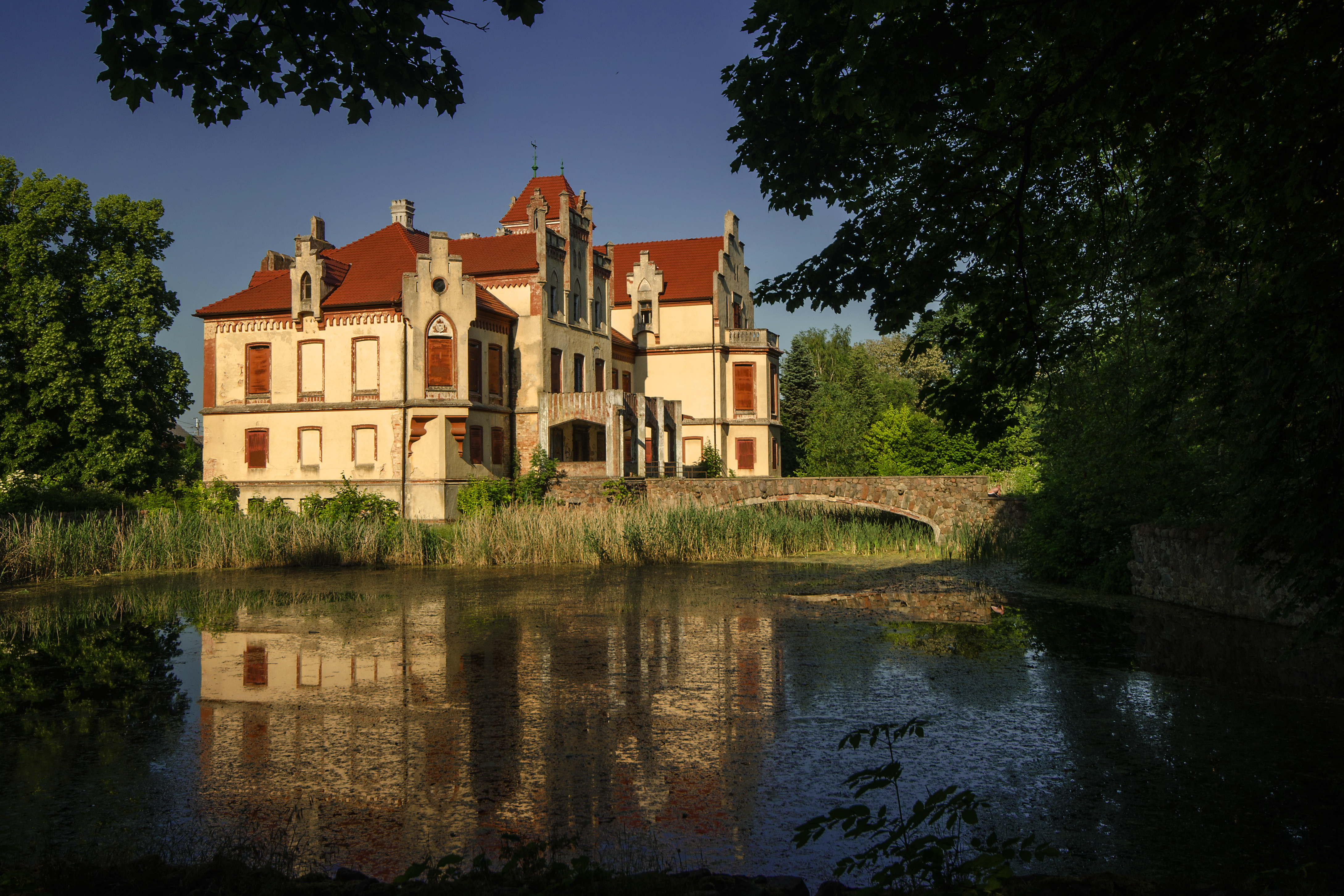